# Agelasta bifasciana
Agelasta bifasciana är en skalbaggsart som beskrevs av White 1858. Agelasta bifasciana ingår i släktet Agelasta och familjen långhorningar.
Artens utbredningsområde är Laos. Inga underarter finns listade i Catalogue of Life.